# Xã Bedford, Quận Lincoln, Missouri
Xã Bedford (tiếng Anh: Bedford Township) là một xã thuộc quận Lincoln, tiểu bang Missouri, Hoa Kỳ. Năm 2010, dân số của xã này là 12.599 người.